# Lettera di Ignazio a Policarpo
La Lettera di Ignazio a Policarpo (spesso abbreviata Ign. Poli. ) è un'epistola attribuita a Ignazio di Antiochia, vescovo di Antiochia del II secolo, e indirizzata a Policarpo, vescovo di Smirne. Fu scritta durante il viaggio di Ignazio da Antiochia alla sua esecuzione a Roma.

## Composizione
A Policarpo è una delle sette epistole attribuite a Ignazio generalmente accettate come autentiche. Nel V secolo, questa raccolta fu ampliata da lettere spurie.
È chiaro che la Lettera a Policarpo fu scritta poco prima del martirio di Ignazio, ma non è chiaro quando avvenne precisamente questo martirio. La tradizione colloca il martirio di Ignazio nel regno di Traiano, che fu imperatore di Roma dal 98 al 117 d.C. Mentre molti studiosi accettano la datazione tradizionale del martirio di Ignazio sotto Traiano, altri hanno sostenuto una data un po' successiva. Richard Pervo ha datato la morte di Ignazio al 135-140 d.C., e il classicista britannico Timothy Barnes ha sostenuto una data intorno al 140 d.C.

## Contenuto
L'epistola contiene varie esortazioni sul comportamento moralmente corretto e ammonimenti contro le false dottrine (Ign. Poli. 2-5). Ignazio si rallegra anche del fatto che la sua chiesa natale di Antiochia sia ora "in pace":
(Ign. Poly. Capitolo 7)
Studiosi come Pearcy Neale Harrison hanno sostenuto che Ignazio doveva riferirsi a una sorta di scisma nella chiesa antiochena che era stato recentemente risolto. Ignazio chiede quindi a Policarpo di inviare una lettera alla chiesa di Antiochia, congratulandosi e incoraggiandoli per aver risolto il loro scisma:
(Ign. Poly. Chapter 7)
Ignazio chiede quindi a Policarpo di inviare lettere a varie chiese in Asia Minore, chiedendo loro di inviare anche lettere di congratulazioni alla chiesa natale di Ignazio ad Antiochia:
(Ign. Poly. Chapter 8)
Policarpo sembra aver risposto a questa richiesta nel capitolo 13 della sua Lettera ai Filippesi, dove fa riferimento a una richiesta di Ignazio affinché i Filippesi inviassero una lettera alla chiesa di Antiochia.